# Oktiabrski (Arkhànguelsk)
Oktiabrski - Октябрьский (rus) - és un possiólok de l'óblast d'Arkhànguelsk, a Rússia. És el centre administratiu del raion d'Ústia. Es troba a la vora esquerra del riu Ústia, afluent per la dreta del Vaga, de la conca hidrogràfica del Dvinà Septentrional.

## Demografia
| 1959  | 1970  | 1979  | 1989   | 2002   | 2010  | 2013  |
| ----- | ----- | ----- | ------ | ------ | ----- | ----- |
| 3 886 | 6 949 | 7 923 | 10 619 | 10 081 | 9 635 | 9 112 |